# Santo Niño (South Cotabato)
Santo Niño è una municipalità di quarta classe delle Filippine, situata nella Provincia di South Cotabato, nella regione di Soccsksargen.
Santo Niño è formata da 10 baranggay:
- Ambalgan
- Guinsang-an
- Katipunan
- Manuel Roxas
- Panay
- Poblacion
- Sajaneba
- San Isidro
- San Vicente
- Teresita